# Giurcani
Giurcani – wieś w Rumunii, w okręgu Vaslui, w gminie Găgești. W 2011 roku liczyła 579 mieszkańców.